# Pawieł Baticki
Pawieł Fiodorowicz Baticki ros. Павел Фёдорович Батицкий (ur. 14 czerwca?/27 czerwca 1910 w Charkowie, zm. 17 lutego 1984 w Moskwie) – radziecki dowódca wojskowy, marszałek Związku Radzieckiego (1968), szef Sztabu Głównego Sił Powietrznych ACz, naczelny dowódca Wojsk Obrony Powietrznej Kraju, z-ca ministra obrony ZSRR, zastępca dowódcy Sił Powietrznych Zjednoczonych Sił Zbrojnych Państw Stron Układu Warszawskiego, deputowany do Rady Najwyższej ZSRR 6., 7., 8., 9. i 10. kadencji (1962–1984), Bohater Związku Radzieckiego (1965).

## Życiorys

### Dzieciństwo i młodość
Urodził się 27 czerwca 1910 w Charkowie, w rodzinie robotniczej. W 1922 ukończył 4 klasy gimnazjum, a następnie szkołę zawodową przy Fabryce „Sierp i młot” w Charkowie. Od 1924 służył w Armii Czerwonej. W 1929 ukończył Oficerską Szkołę Kawalerii, a w 1938 Akademię Wojskową im. Michaiła Frunzego. Od marca 1929 do maja 1935 służył w kawalerii, dowodził kolejno plutonem i szwadronem w Białoruskim Okręgu Wojskowym.

### II wojna światowa
Od września 1939 do grudnia 1940 oddelegowany na misję w Chinach, gdzie był szefem sztabu radzieckich doradców wojskowych w sztabie Czang Kaj-szeka. Po powrocie z Chin pełnił funkcję szefa sztabu Brygady Zmotoryzowanej w Kownie, w ramach Bałtyckiego Okręgu Wojskowego. W marcu 1941 mianowany dowódcą 202 Dywizji Zmotoryzowanej Bałtyckiego Okręgu Wojskowego. Służył w Sztabie Generalnym RKKA.
W czasie wojny szef sztabu i od listopada 1941 dowódca 254 Dywizji Strzeleckiej walczącej w składzie Frontu Północno-Zachodniego, która wyróżniła się w bitwie pod Diemiańskiem. Od czerwca 1943 dowódca 73 Korpusu Strzeleckiego, wchodzącego w skład 52 Armii 2 Frontu Ukraińskiego. Na jego czele forsował Dniepr pod Kaniowem, następnie zdobył Czerkasy. Odegrał ważną rolę w operacji korsuńsko-szewczenkowskiej w styczniu-lutym 1944, gdy jego korpus wziął udział w okrążeniu i likwidacji dużego zgrupowania wojsk niemieckich. W marcu 1944 73 Korpus jako pierwszy sforsował Prut i wkroczył do Rumunii.
Od czerwca 1944 dowódca 128 Korpusu Strzeleckiego wchodzącego w skład 1 Frontu Białoruskiego. Na jego czele przełamał niemiecką obronę na południe od Bobrujska, zdobył Baranowicze, Brześć i sforsował z marszu Bug. Następnie we wrześniu 1944 wziął udział w zdobyciu Pragi. Przeniesiony do 3 Frontu Białoruskiego walczył w Prusach Wschodnich i podczas operacji berlińskiej. Wojnę zakończył w stopniu generała majora.

### Okres powojenny
W 1948 ukończył Akademię Sztabu Generalnego i awansował do stopnia generała porucznika. Od 1948 szef sztabu Moskiewskiego Rejonu Obrony Powietrznej, a od 1950 szef Sztabu Głównego Sił Powietrznych i I zastępca naczelnego dowódcy Sił Powietrznych. W latach 1953–1954 I zastępca dowódcy Moskiewskiego Okręgu Wojskowego. Od maja do sierpnia 1954 dowodził 7 Armią Zmechanizowaną w Borysowie. Następnie do marca 1965 dowodził Moskiewskim Okręgiem Obrony Powietrznej Kraju, a od marca 1965 był I zastępcą Szefa Sztabu Generalnego Sił Zbrojnych ZSRR. Od lipca 1966 naczelny dowódca Wojsk Obrony Powietrznej Kraju oraz zastępca ministra obrony w stopniu generała armii i zarazem zastępca dowódcy Sił Powietrznych Zjednoczonych Sił Zbrojnych Państw Stron Układu Warszawskiego. Pełnił te funkcje do 1978, gdy został przeniesiony do grupy Inspektorów Generalnych Ministerstwa Obrony ZSRR.
Najistotniejszym wydarzeniem w życiu Batickiego i sprężyną jego późniejszej kariery na najważniejszych stanowiskach dowódczych w siłach zbrojnych ZSRR był udział, wraz z marsz. Gieorgijem Żukowem i gen. Kiriłłem Moskalenką, w aresztowaniu na polecenie Nikity Chruszczowa i innych spiskowców, Ławrientija Berii na posiedzeniu Prezydium Rady Ministrów ZSRR w dniu 26 czerwca 1953. Następnie Baticki był osobiście odpowiedzialny za pilnowanie więźnia oraz za przygotowania do jego tajnego procesu i rozstrzelania w bunkrze dowództwa Moskiewskiego Okręgu Wojskowego w grudniu 1953. Jako pierwszy strzelił Berii z pistoletu w twarz podczas egzekucji. Za wzorowe wypełnienie tych zadań otrzymał awans do stopnia generała pułkownika.
W 1965 otrzymał tytuł Bohatera Związku Radzieckiego, a w 1968 został marszałkiem Związku Radzieckiego.

## Awanse
- pułkownik – 27 grudnia 1941
- generał major – 25 września 1943
- generał porucznik – 11 maja 1949
- generał pułkownik – 3 sierpnia 1953
- generał armii – 5 maja 1961
- marszałek Związku Radzieckiego – 15 kwietnia 1968

## Odznaczenia i wyróżnienia
- Medal Złota Gwiazda Bohatera Związku Radzieckiego (7 maja 1965)
- Order Lenina – pięciokrotnie (1944, 1953, 1960, 1965, 1978)
- Order Rewolucji Październikowej (1970)
- Order Czerwonego Sztandaru – pięciokrotnie (1942, 1944, 1951, 1954, 1968)
- Order Kutuzowa I klasy (1945)
- Order Suworowa II klasy (1944)
- Order Kutuzowa II klasy (1945)
- Order „Za służbę Ojczyźnie w Siłach Zbrojnych ZSRR” III stopnia (1975)
- Medal 100-lecia urodzin Lenina
- Medal „Za zdobycie Berlina”
- Medal „Za wyzwolenie Warszawy”
- Medal „Za wyzwolenie Pragi”
- Medal „Za zwycięstwo nad Niemcami w Wielkiej Wojnie Ojczyźnianej 1941–1945”
- Medal jubileuszowy „Dwudziestolecia zwycięstwa w Wielkiej Wojnie Ojczyźnianej 1941–1945”
- Medal jubileuszowy „Trzydziestolecia zwycięstwa w Wielkiej Wojnie Ojczyźnianej 1941–1945”
- Medal „Weteran Sił Zbrojnych ZSRR”
- Medal „Za umacnianie braterstwa broni”
- Medal jubileuszowy „XX lat Robotniczo-Chłopskiej Armii Czerwonej”
- Medal jubileuszowy „30 lat Armii Radzieckiej i Floty”
- Medal jubileuszowy „40 lat Sił Zbrojnych ZSRR”
- Medal jubileuszowy „50 lat Sił Zbrojnych ZSRR”
- Medal jubileuszowy „60 lat Sił Zbrojnych ZSRR”
- Honorowa Broń ze Złotym Godłem Państwowym ZSRR
- Order Sztandaru Węgierskiej Republiki Ludowej (Węgry)
- Order za Zasługi dla Ojczyzny (NRD)
- Krzyż Komandorski z Gwiazdą Orderu Odrodzenia Polski (PRL, 1968)[1]
- Order Suche Batora (Mongolia)
- Order Klementa Gottwalda (Czechosłowacja)
- I inne